# Benkara fasciculata
Benkara fasciculata là một loài thực vật có hoa trong họ Thiến thảo. Loài này được (Roxb.) Ridsdale mô tả khoa học đầu tiên năm 2008.